# Geopark Odsherred
Geopark Odsherred er en geopark der omfatter hele Odsherred, og er karakteriseret ved mange bakker skabt af istiden.

## Organisation
Geopark Odsherred administreres af en erhvervsdrivende fond, der har til huse i Tinghuset i Nykøbing Sjælland. Som organisation dækker den hele Odsherred og arbejder som socioøkonomisk væksttiltag indenfor temaerne geologi og landskab, kulturhistorie, kunst og lokale fødevarer.
Geoparken skal understøtte og bidrage til bæredygtig udvikling af området. Dette sker bl.a. gennem udvikling af partnerskaber og opkvalificering af formidling, undervisning og kommunikation. Det kommer alt sammen til udtryk i form af en lang række aktiviteter og indsatser, og i mange tilfælde i samarbejde med lokale erhversdrivende og aktører.

## Landskabet
Landskabet af domineret af strukturer og former, der overvejende er dannet under den seneste istid. Kystområderne har dog været under konstant forandring over de sidste mange årtusinder og er til stadighed under forandring.
Det unikke landskab har været udgangspunktet for en interessant kulturhistorie, der omhandler elementer af bl.a og især kunst og fødevare-produktion. Området har således bl.a. inspireret Guldaldermalere og Odsherredsmalerne til en lang række malerier. Området er rig på oldtidsminder og rummer bl.a. en del gravhøje. Området er også kendt for sin omfattende produktion af fødevarer, der i stigende omfang afsættes lokalt til de mange sommerhusgæster, der især om sommeren besøger Odsherred og geoparken.

## Geopark
Det er Danmarks første geopark i både European Geoparks Network, og Global Geopark Network og indgår i UNESCOs program kaldet International Geoscience and Geoparks Programme (IGGP). I skrivende stund (februar 2023) findes på globalt plan 177 UNESCO] Global Geoparks, hvoraf to ligger i Danmark, den anden er Geopark Vestjylland.
Lokaliteter i Geopark Odsherred inkluderer bl.a. Bjergene, Kårup Skov, og Ordrup Næs.